# Trịnh Quốc Đoàn
Trịnh Quốc Đoàn là Thiếu tướng Công an nhân dân Việt Nam đã nghỉ hưu, nguyên Phó Tổng cục trưởng Tổng cục Hậu cần - Kỹ thuật, Bộ Công an.

## Tiểu sử
Trịnh Quốc Đoàn là học sinh khóa 1964 - 1967 trường Trung học phổ thông Tân Yên số 1, tại thị trấn Cao Thượng, huyện Tân Yên, tỉnh Bắc Giang.
Trịnh Quốc Đoàn là sinh viên lớp KTS 67, Khoa Kiến trúc – Đô thị, Trường Đại học Xây dựng Hà Nội.
Vào chiều ngày 14 tháng 2 năm 2006, Đại tá Trịnh Quốc Đoàn, Phó Tổng cục trưởng Tổng cục Hậu cần - Kỹ thuật, Bộ Công an được trao quyết định thăng và phong cấp bậc hàm Thiếu tướng Công an nhân dân Việt Nam.
Trịnh Quốc Đoàn phụ trách xây dựng cơ bản của Tổng cục Hậu cần - Kỹ thuật.

## Lịch sử thụ phong quân hàm
- Đại tá
- Thiếu tướng (2006)